# 石垣島製糖
石垣島製糖株式会社（いしがきじませいとう、Ishigakijima Sugar Manufacturing Co., Ltd.）は、沖縄県石垣市（石垣島）に本社を置く製糖会社である。

## 概要
大手製糖会社の大日本明治製糖系列である。
石垣市に工場を有する。この工場は1961年（昭和36年）の創業時に建設したもので、老朽化し処理能力が低下しているため、新工場の建設が計画されているが、莫大な費用が必要となるため見通しは立っていない。

## 沿革

### 八重山製糖
- 1957年（昭和32年）7月17日 - 八重山製糖株式会が設立される（処理能力 300トン/日）[6]。
- 1958年（昭和33年）11月 - 八重山製糖が大日本製糖と提携[7]。
- 1959年（昭和34年）1月9日 - 工場落成[6]。
- 1961年（昭和36年）3月 - 処理能力を500トン/日に増強[7]。

### 石垣島製糖
- 1961年（昭和36年）9月 - 石垣島製糖株式会社が設立される。24ヶ所の小型工場を買収し黒糖を生産[8]。
- 1962年（昭和37年）2月 - 1億3,725万円（45万ドル）の増資を行う[8]。
- 1962年（昭和37年）12月9日 - 工場落成（原料処理能力 500トン/日）[6]。
- 1962年（昭和37年）12月 - 石垣島製糖が大日本製糖と提携[7]。
- 1967年（昭和42年）6月11日 - 石垣島製糖が八重山製糖を吸収合併する[8]。
- 1972年（昭和47年）6月 - 逐次設備を増強し、公称能力が850トン/日となる[8]。
- 1974年（昭和49年）8月 - 原料減産に伴い大浜工場（旧八重山製糖、公称能力500トン/日）を売却する[8]。
- 1982年（昭和57年）9月 - 原料増産に伴い連続分離機設備を増強し、公称能力が899トン/日となる[8]。
- 2003年（平成15年）10月 - 農林水産省の甘しゃ糖製造合理化対策事業計画に基づき設備を増設・更新し、公称能力が1,000トン/日となる[8]。

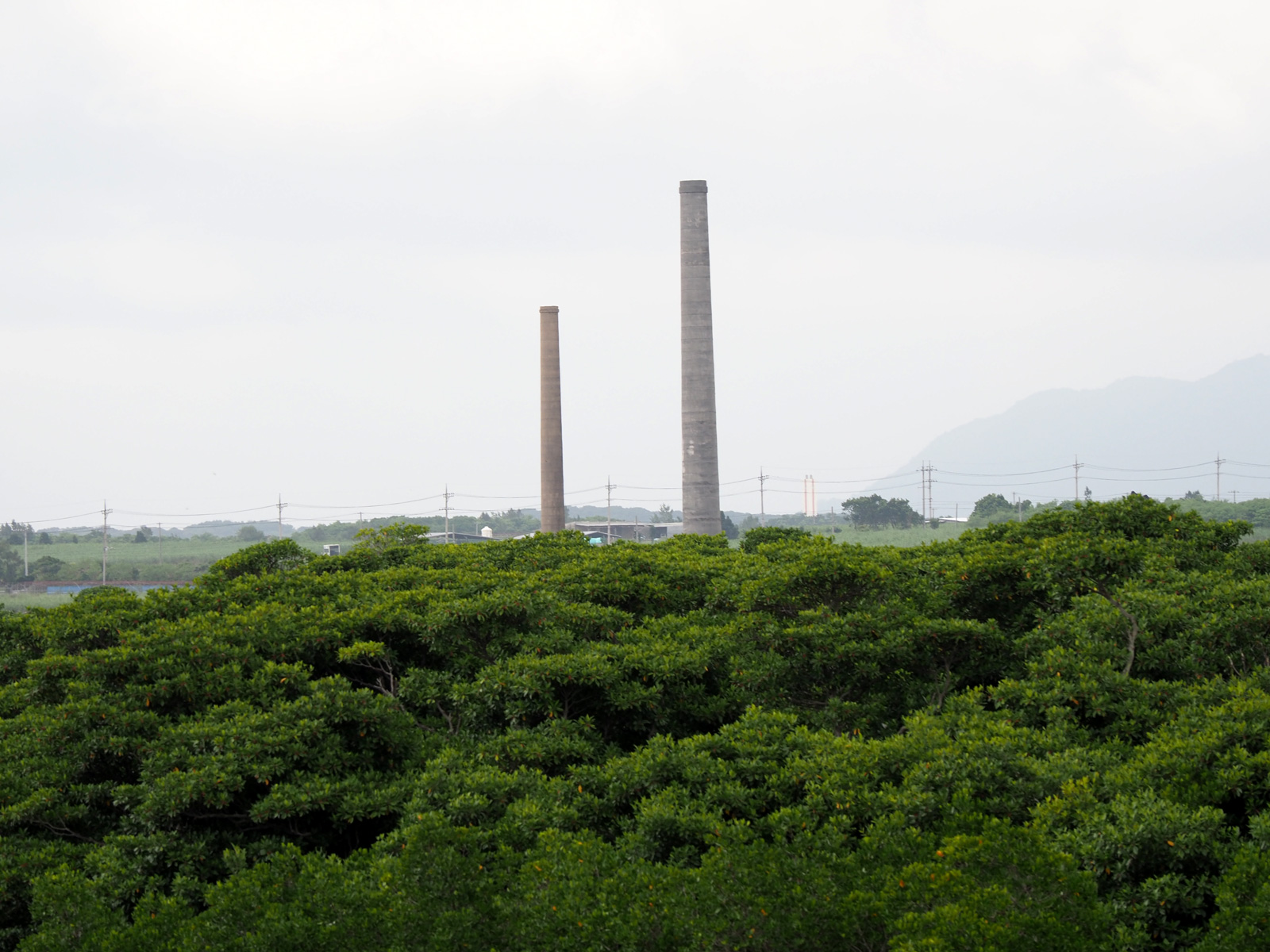
旧大浜工場煙突